# زبان جغتایی

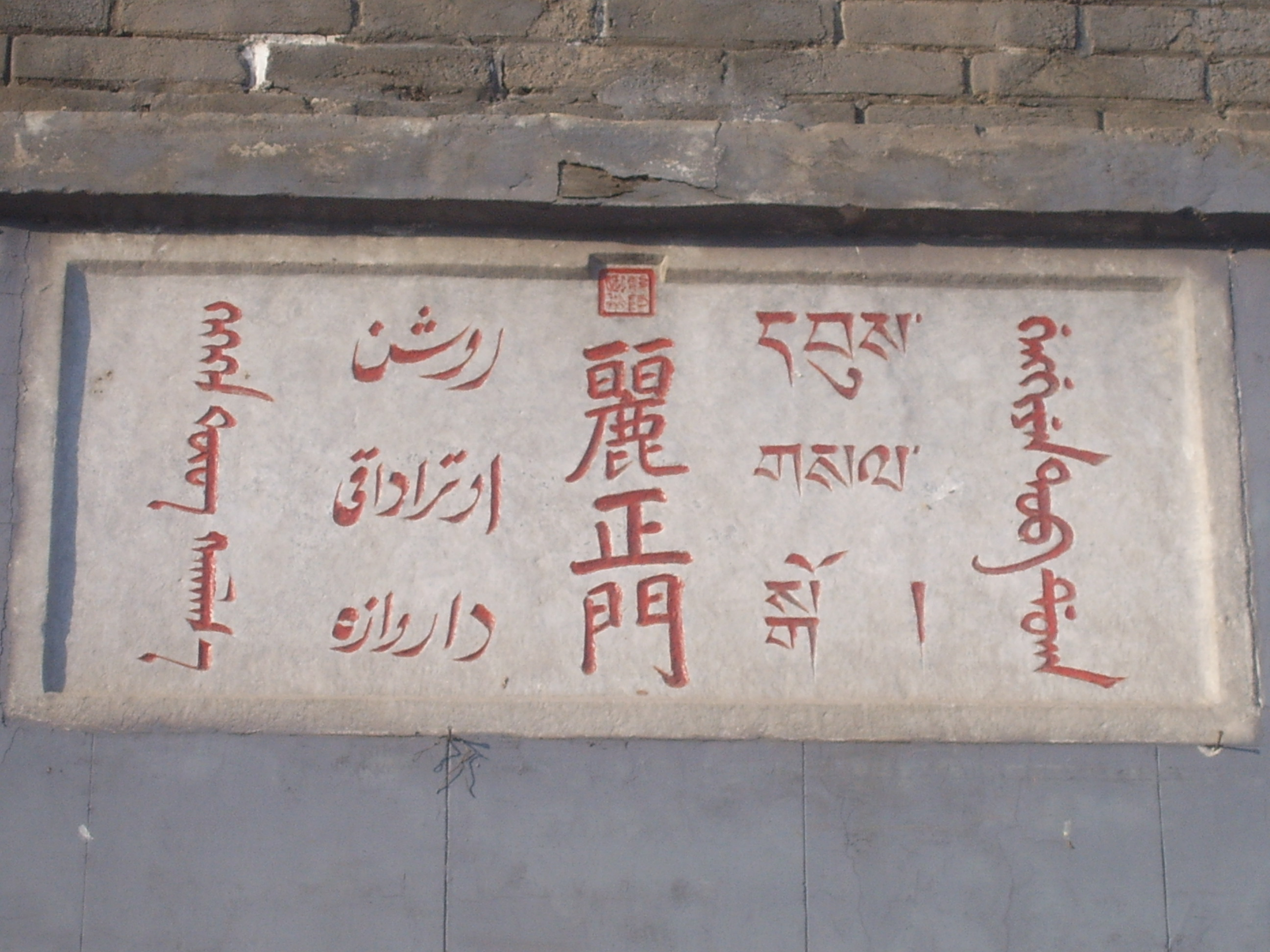
دروازه لیژنگ در کوهستان ریزورت چین؛ ستون دوم از چپ به جغتایی نوشته شده است

جغتایی (به جغتایی: چغتای) یا  به  اویغوری چاغاتای‎ همچنین معروف به ترکی زبانی منقرض‌شدهٔ ترک‌تبار در آسیای میانه است که از دوران تیمور تا اوایل قرن بیستم زبان ادبی مشترک ترک‌زبانان این منطقه به‌شمار می‌رفت. جغتایی نیای زبان‌های قارلقی همچون ازبکی و اویغوری است. علی‌شیر نوایی یکی از ادیبان و شاعران مشهور ادبیات جغتایی است. بابر، مؤسس سلسلهٔ گورکانی در هند، نیز کتاب بابرنامهٔ خود را به زبان ترکی جغتایی نوشت.
جغتایی از جنبهٔ لغوی و قواعد زبان، از دیگر زبان‌های مهم جامعهٔ اسلامی به‌ویژه فارسی و عربی متأثر شده است. بسیاری از آثار شیوایی که در این زبان نوشته شده‌اند به عنوان ابزاری برای جلب توجه و تحسین ادیبان دوران بوده است. جغتایی یکی از پیشرفته‌ترین زبان‌های ترکی میانه است که به‌خوبی مستند شده است. لغت‌نامهٔ سنگلاخ حدود شش هزار لغت ترکی را دربرمی‌گیرد که عمدتاً به زبان جغتایی است. امروزه آثار ادبی جغتایی در ازبکستان به عنوان بخشی از میراث ملی کشور مطالعه می‌شود.

## نام
واژه جغتایی به خانات جغتای (۱۲۲۵ تا ۱۶۸۰ میلادی) مرتبط است که از نوادگان پسر دوم چنگیز خان به نام جغتای بودند. بیشتر ترک‌های جغتایی و تاتارها، که به این زبان سخن می‌گفتند، ادعا داشتند که از نسل جغتای خان بودند که اتفاقی بعید است
جغتایی در سال ۱۹۲۴ به عنوان بخشی از مراحل آمادگی برای تأسیس جمهوری شوروی ازبکستان، رسماً «ازبکی باستان» نامیده شد که طبق نظر ادوارد ای. آلورث «تحریف ناشایسته تاریخ ادبی منطقه» بود و از آن برای ازبک نامیدن نویسندگانی همچون علی‌شیر نوایی استفاده می‌شد. از این زبان گاه با «ترکی» یا «سارت» نیز یاد می‌شود. در چین نیز گاه به آن «اویغوری باستان» می‌گویند.

## تاریخ

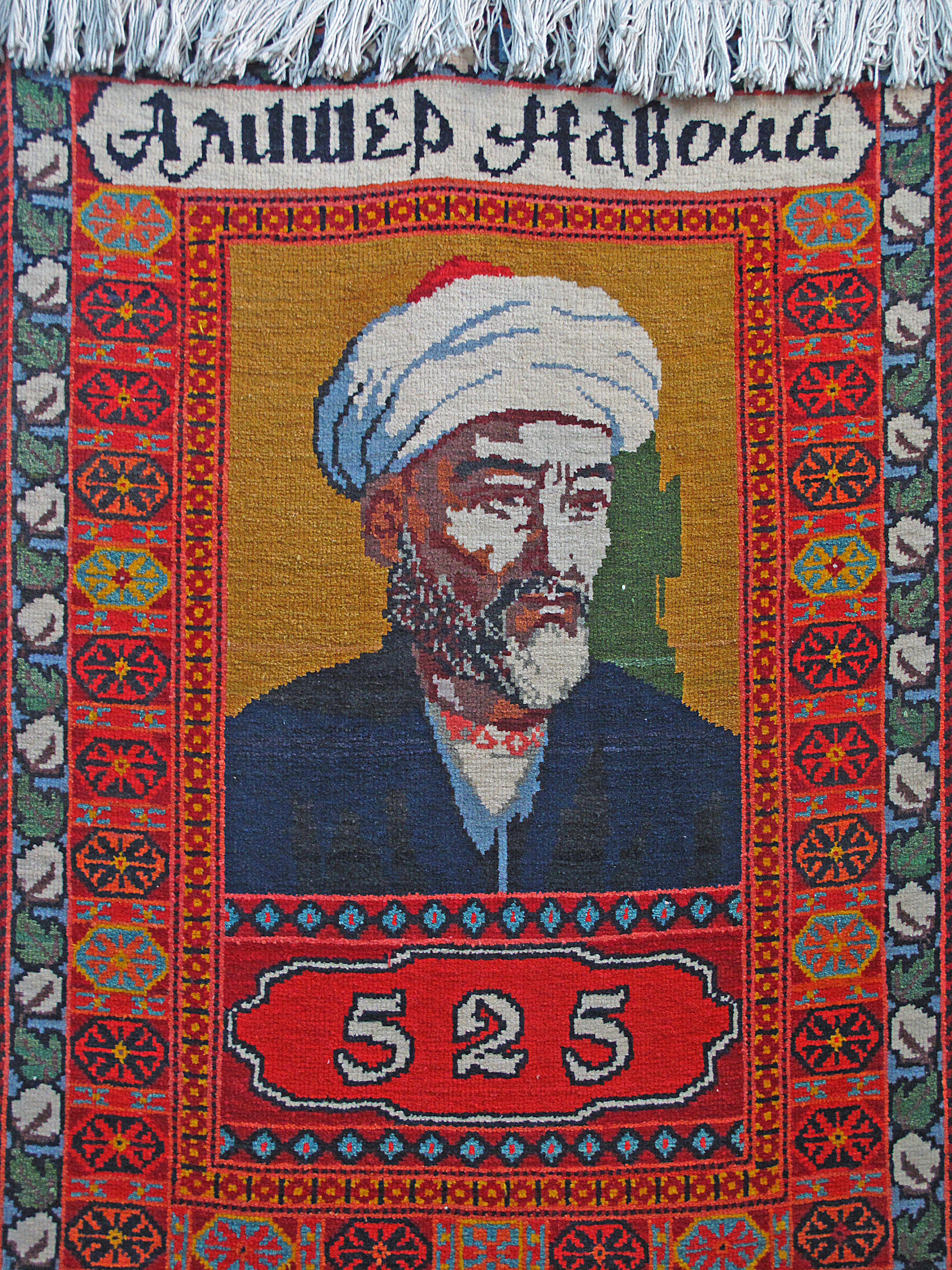
علی‌شیر نوایی یکی از ادیبان و شاعران مشهور ادبیات زبان جغتایی

جغتایی یکی از زبان‌های ترک‌تبار است که در اواخر قرن ۱۵ پدیدار شد.: 143  این زبان به شاخه قارلقی از خانواده زبان‌های ترکی تعلق دارد و از ترکی میانه، که زبان میانجی آسیای میانه بود، با تأثیرات واژگانی بسیار از عربی و فارسی پدید آمده است. گونه ادبی آن بر اساس دو گونه ادبی پیشین ترکی میانه، قره‌خانی و خوارزمی بود. می‌توان این زبان را به سه دوره تقسیم کرد:
1. جغتایی پیشاکلاسیک (۱۴۰۰–۱۴۶۵).
2. جغتایی کلاسیک (۱۴۶۵–۱۶۰۰).
3. جغتایی پساکلاسیک (۱۶۰۰–۱۹۲۱).

دوره نخست یک دوره گذار است که میان گونه‌های باستانی و زبان نوین جغتایی قرار دارد. دوره دوم با انتشار نخستین دیوان علی‌شیر نوایی آغاز شد و نقطه اوج ادبیات جغتایی به‌شمار می‌رود. پس از آن دوره سوم است که در آن زبان به دو شاخه تقسیم می‌شود. یکی شاخه‌ای که متمایل به حفظ زبان جغتایی کلاسیک نوایی است و دیگری که بر پایه گونه‌های گفتاری محلی شکل گرفته و از زبان نوایی دور شده است.

## تأثیر بر سایر زبان‌های ترکی
ازبکی و اویغوری دو زبان امروزی هستند که نواده جغتایی و نزدیک‌ترین گونه‌ها به آن به‌شمار می‌روند. ازبک‌ها جغتایی را به عنوان ریشه زبان خود و ادبیات آن را به عنوان بخشی از میراث فرهنگی و ملی خود در نظر می‌گیرند. در سال ۱۹۲۱ در ازبکستان در اتحاد جماهیر شوروی، ابتدا نظر بر آن بود که جغتایی به عنوان زبان ملی و حکومتی جمهوری شوروی سوسیالیستی ازبکستان انتخاب شود، اما وقتی مشخص شد که این زبان برای این منظور بسیار باستانی است، زبان ادبی جدیدی بر اساس مجموعه‌ای از گویش‌های ازبکی جایگزین شد.
اتنولوگ استفاده از واژه «جغتایی» را در افغانستان برای توصیف گویش «تکه» زبان ترکمنی رایج می‌داند. تا قرن هجدهم جغتایی زبان اصلی ادبی در ترکمنستان و همچنین بیشتر مناطق ترک‌زبان آسیای میانه بود. در حالی که جغتایی تا حدودی بر زبان ترکمنی تأثیر داشته است، این دو زبان به شاخه‌های مختلف خانواده زبان‌های ترکی تعلق دارند.

## الفبا
الفبای جغتایی بر اساس الفبای فارسی است و در ازبکستان Kona Yëziq (خط کهن) نام دارد. حروف الفبای آن به صورت زیر است:
| ا | ء  | ب | پ  | ت | ث | ج | چ |
| ح | خ  | د | ذ  | ر | ز | ژ | س |
| ش | ص  | ض | ط  | ظ | ع | غ | ف |
| ق | ک  | گ | نک | ل | م | ن | و |
| ه | لا | ی |    |   |   |   |   |